# NGC 408
NGC 408 je zvijezda u zviježđu Ribama. 

## Vanjske poveznice
- SEDS: NGC 0408